# Melchior Ludwig Westenholz (Jurist, 1647)
Melchior Ludwig Westenholz (auch: Melchior Ludwig Westenholtz und Melchior Ludovicus Westenholtz sowie Melchior Ludovicus Westenholts; * 24. September 1647 in Hannover; † 18. Februar 1694 ebenda) war ein deutscher Verwaltungsjurist, Klosterrat, Braunschweig-Lüneburgischer Hofrat. und Legationssekretär zu Nimwegen.

## Leben
Die Familie Westenholz zählt zu den ältesten Patrizier-Familien Hannovers und lässt sich schon zu Beginn des 12. Jahrhunderts nachweisen. Der im letzten Jahr des Dreißigjährigen Krieges im Jahr 1647 nach anderen Quellen in Hameln Geborene war der Sohn des gleichnamigen Juristen Melchior Ludwig Westenholz und der Marie Katharina, geborene Gerdes, verwitwete Duve.
Westenholz studierte ab 1665 zunächst an der Universität Helmstedt, ab 1668 dann an der Universität Gießen und ab 1669 wieder in Helmstedt wo er im Alter von etwa 27 Lebensjahren mit dem Respondenten Johann Otto von der Marwitz seine juristische Dissertation ... von forstlicher Ober- und Herzlichkeit oder hoher Wild-Fuhr-Gerechtigkeit verfasste, die 1674 in Helmstedt bei dem Universitätsbuchdrucker Heinrich David Müller gedruckt erschien.
Als Hof- und Kanzleirat war Westenholz mindestens aushilfsweise am hannoverschen Hofe in der unmittelbaren Umgebung des Landesherrn, Ernst August von Braunschweig-Calenberg tätig.
1679 war Westenholz geadelt worden und wurde seitdem Melchior Ludwig von Westenholz genannt. Als Geheimer Kammersekretär, Hof- und Klosterrat heiratete er am 3. Oktober 1682 Magdalena Dorothea von Anderten (* um den 28. Juli 1662; 18. Januar 1720), Tochter des Erbherrn zu Stöckheim, Konsistorialrats und Assessors am Hofgericht zu Hannover Heinrich Eberhard von Anderten und der Marie Elisabeth Block. Dem Ehepaar wurde am 17. November 1687 die Tochter Marie Elisabeth von Westenholz geboren.
Mitte August 1692 verfasste sein ebenfalls in Hannover tätiger Hofrats-Kollege Gottfried Wilhelm Leibniz eine „Promemoria“ für von Westenholz, die heute Teil des Leibniz’schen Unesco-Weltdokumentenerbe ist.
Am 7. März 1693 wurde von Westenholz in Wien in den Reichsadelsstand erhoben, auf den auch sein Wappen Bezug nimmt.
Westenholz wurde am 9. März 1694 im Erbbegräbnis der Familie in der Kreuzkirche beigesetzt. Seine – erhaltene – Trauerrede hielt Hermann Billerbeck, Melchior David Mejer und „Frid. Ant. Redeker“ trugen zu der Schrift bei, die bei Johann Peter Grimm erschien.
Melchior Ludwig Westenholz hatte sich im Lauf seines Lebens eine „bedeutende Bücherei“ aufgebaut, die neben gedruckten Werken auch Manuskripte enthielt. Wenige Jahre nach seinem Tod kaufte Leibniz 1696 die Westenholzsche Bibliothek für 2000 Taler für die Hofbibliothek an, die dann entweder vollständig oder zumindest in Teilen Bestandteil der Vorgängerinstitution der späteren Gottfried Wilhelm Leibniz Bibliothek – Niedersächsische Landesbibliothek wurde.

## Schriften
- Melchior Lvdovicus Westenholtz, Johan-Otto von der Marwitz: Dissertatio Academica De Jurisdictione Forestali, von Forstlicher Ober- und Herrligkeit, oder hoher Wild-Fuhr-Gerechtigkeit, Eiqve Annexo Jure Venandi, Helmestadii: typis Henrici Davidis Mvllerii, Acad. Typ, MDCLXXIV; Digitalisat der Bayerischen Staatsbibliothek (BSB)
- Schuldige Pflicht Welche bey Hochansehnlicher beerdigung der Weiland ... Fr. Annen Marien gebohrnen Tülsnerinnen Des ... Herrn. Hvlderici Eybens ... Eheliebsten abstatten sollen Melchior Ludwig Westenholtz, Helmstädt: Gedruckt bey Heinrich David Müllern, Jm Jahr 1673[10]